# Eptafluoruro di iodio
L'eptafluoruro di iodio, anche conosciuto come fluoruro di iodio(VII), è il composto di formula IF7. questo composto ha un'inusuale struttura a bipiramide a base pentagonale come previsto dalla teoria VSEPR. Forma cristalli incolori, i quali fondono a 4,5 °C: l'intervallo di temperatura della fase liquida è molto stretto, con il punto di ebollizione a 4,77 °C. I densi vapori hanno un odore acre.
La molecola di IF7 non segue la regola dell'ottetto, per cui è una molecola ipervalente.

## Preparazione
IF7 è preparato passando F2 attraverso IF5 liquido a 90 °C, riscaldando poi i vapori a 270 °C. Alternativamente, questo composto può essere preparato da fluoro e PdI2 secco o KI per minimizzare la formazione di IOF5, un'impurità derivante dall'idrolisi.
L'eptafluoruro di iodio viene anche prodotto come sottoprodotto quando si utilizza esafluoroplatinato di diossigenile per preparare altri composti del platino(V) come esafluoroplatinato(V) di potassio, usando fluoruro di potassio in soluzione di pentafluoruro di iodio:
{\displaystyle {\ce {2 O2PtF6 + 2 KF + IF5 -> 2 KPtF6 + 2 O2 + IF7}}}

## Indicazioni di sicurezza
IF7 è molto irritante per la pelle e le mucose. È anche un forte ossidante, e il contatto con sostanze organiche può causare la loro ignizione.